# Xerochrysum
Xerochrysum és un gènere de plantes angiospermes de la família de les asteràcies (Asteraceae). Són plantes natives d'Austràlia.

## Descripció
Són plantes herbàcies anuals, biennals o perennes i vivaces amb rizoma. Les fulles sèssils, amb el marge enter, tomentoses per ambdues cares i es disposen de manera alternada. Les flors es troben agrupades en capítols solitaris o en petits grups. L'involucre és vàries fileres de bràctees escarioses i de color groc, blanc o rosa. Les flors femenines, les exteriors, són filiformes i en nombre menor que el de les flors hermafrodites, els flòsculs de l'interior. El fruit és un aqueni amb papus.

## Taxonomia
Aquest gènere va ser publicat per primer cop l'any 1990 a la revista Novosti Sistematiki Vysshikh Rastenii (Новости систематики высших растений) pel botànic rus Nikolai Tzvelev (1925-2015).
Les espècies d'aquest gènere havien estat dins el gènere Helichrysum, a inicis dels anys 90 ja s'havia constatat que amb la circumscripció del moment era polifilètic, una de les decisions fou la segregació de les espècies australianes, de manera independent ho feren per una banda, Arne A. Anderberg i Laurence Arnold Robert Haegi creant el gènere Bracteantha el 1991, i per una altra, Nikolai Tzvelev que creà el gènere Xerochrysum el 1990. Degut a les regles de la nomenclatura botànica que estipulen la prioritat correspon mantenir el més antic que es va publicar vàlidament.

### Espècies
Dins del gènere Xerochrysum es reconeixen les 25 espècies següents:
- Xerochrysum alpinum Paul G.Wilson
- Xerochrysum andrewiae T.L.Collins & J.J.Bruhl
- Xerochrysum banksii (A.Cunn. ex DC.) T.L.Collins & I.Telford
- Xerochrysum berarngutta T.L.Collins & I.Telford
- Xerochrysum bicolor (Lindl.) R.J.Bayer
- Xerochrysum boreale Paul G.Wilson
- Xerochrysum bracteatum (Vent.) Tzvelev
- Xerochrysum collierianum A.M.Buchanan
- Xerochrysum copelandii J.J.Bruhl & I.Telford
- Xerochrysum frutescens J.J.Bruhl & I.Telford
- Xerochrysum gudang T.L.Collins & J.J.Bruhl
- Xerochrysum halmaturorum Paul G.Wilson
- Xerochrysum hispidum T.L.Collins & I.Telford
- Xerochrysum interiore Paul G.Wilson
- Xerochrysum macranthum (Benth.) Paul G.Wilson
- Xerochrysum macsweeneyorum T.L.Collins
- Xerochrysum milliganii (Hook.f.) Paul G.Wilson
- Xerochrysum murapan T.L.Collins & I.Telford
- Xerochrysum neoanglicum J.J.Bruhl & I.Telford
- Xerochrysum palustre (Flann) R.J.Bayer
- Xerochrysum papillosum (Labill.) R.J.Bayer
- Xerochrysum strictum T.L.Collins & J.J.Bruhl
- Xerochrysum subundulatum (Sch.Bip.) R.J.Bayer
- Xerochrysum viscosum (DC.) R.J.Bayer
- Xerochrysum wilsonii T.L.Collins

### Sinònims
El següents nom científic és sinònim heterotípic de Xerochrysum:
- Bracteantha Anderb. & Haegi